# 카를로스 도밍게스 3세
카를로스 가르시아 "서니" 도밍게스 3세(스페인어: Carlos Garcia "Sonny" Dominguez III, 1945년 9월 16일 ~ )는 필리핀의 기업가이자 전 필리핀 항공 CEO이다. 또한 코라손 아키노 정권에서 자원부 장관과 농무부 장관, 로드리고 두테르테 정권에서 재무장관을 지냈다.
두테르테 정부가 내세우는 경제 개혁 법안의 일환으로, 재무부에서는 세제 개혁안을 국회에 제출했다. 도밍게스 장관은 개혁이 성공하면 필리핀이 빈곤율 20% 미만의 고소득 국가로 탈바꿈할 수 있을 것이라고 호언장담했다. 도밍게스 장관은 두테르테와는 어릴 적 친구로 알려져 있다.